# Konrad Eubel
Konrad Eubel o Conradus Eubel (Oberhausen, 19 de enero de 1842- Wurzburgo, 5 de febrero de 1923) fue un historiador franciscano alemán. Es conocido por su obra de referencia, la Hierarchia Catholica Medii Aevi, sobre los papas, cardenales y obispos medievales. Se publicó en tres volúmenes a partir de 1898. Abarca el periodo comprendido entre 1198 y 1592, y es una versión más detallada de las Series episcoporum Ecclesiae Catholicae de Pío Bonifacio Gams.
Bajo el título de Hierarchia Catholica Medii et Recentioris Aevi (La jerarquía Católica de la Edad Media y Moderna), la obra ha continuado y ahora cuenta con nueve volúmenes que cubren el periodo de 1198 a 1922.
Otras obras incluyen un bullarium franciscano.